# Seznam danskih zdravnikov
Seznam danskih zdravnikov.

## A
- Emil Aarestrup

## B
- Caspar Bartholin starejši
- Caspar Bartholin mlajši
- Rasmus Bartholin
- Thomas Bartholin

## F
- Johannes Andreas Grib Fibiger
- Niels Ryberg Finsen
- Carl Friderichsen

## H
- Hansen (Norvežan)
- Harald Hirschsprung

## W
- Jacob B. Winslow
- Ole Worm